# Sagrada Família (Eixample)

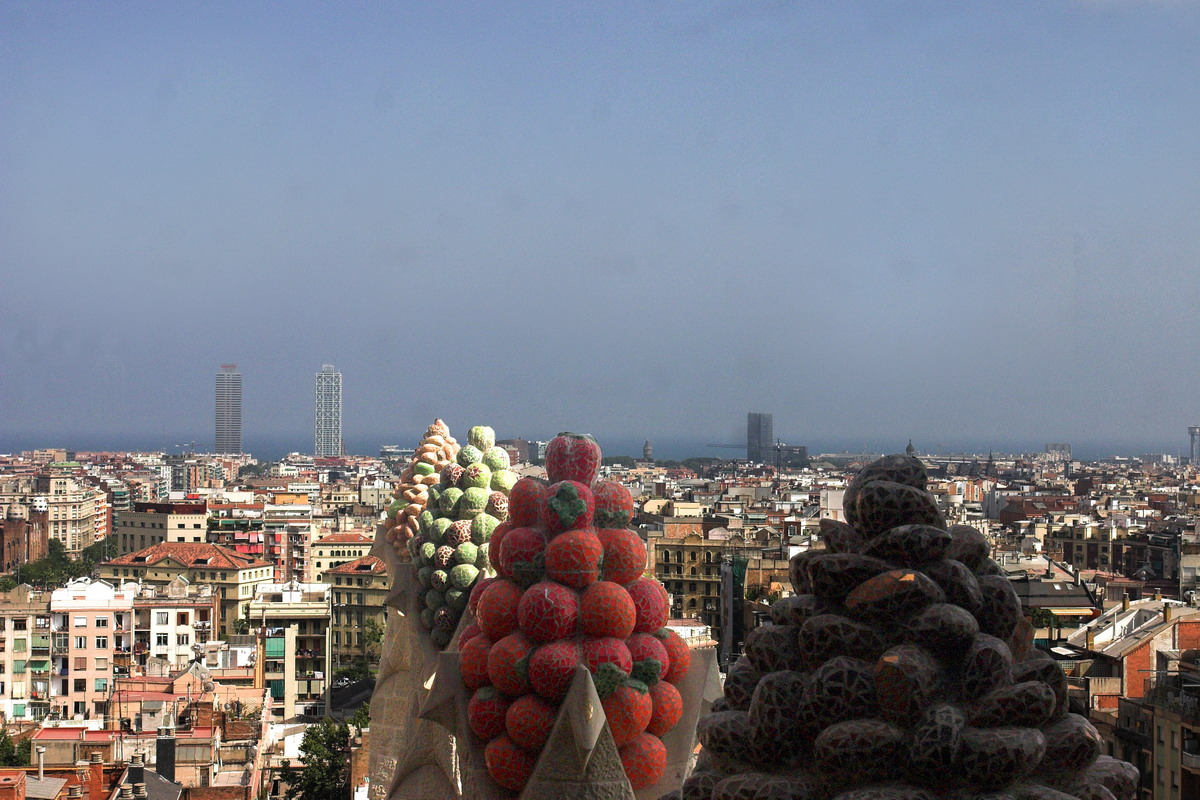
Vista parcial do bairro desde o templo.

Sagrada Família é um bairro do distrito do Eixample  de Barcelona, Catalunha (Espanha). Seu nome provém do Templo Expiatório da Sagrada Família, obra de Antoni Gaudí, que se encontra no centro do bairro.